# 신지영 (언어학자)
신지영(辛志英, 1967년 2월 19일~ )는 대한민국의 언어 학자이다.
서울특별시 출신으로 1989년 고려대학교 국어국문학과를 졸업하고, 1991년 동대학원에서 석사학위를 취득하였다. 동대학원에서 박사과정 수료 후 1997년, 런던대학교에서 ‘한국어에서 자음의 산출과 동시조음(Consonantal Production and Coarticulation in Korean)’라는 논문으로 박사학위를 취득하였다.
나사렛대학교 교수를 거쳐, 현재 고려대학교 국어국문학과 교수로 재직 중이다.

## 저서
- 한국어 교사가 꼭 알아야 할 한국어 발음 교육의 이론과 실제
- 한국어의 말소리
- 우리말 소리의 체계: 국어 음운론 연구의 기초를 위하여 (공저)
- 음성 언어 자료와 국어 연구
- 음성 및 언어 분석기기 활용법
- 말소리의 이해-음성학 음운론 연구의 기초를 위하여
- 언어의 줄다리기
- 언어의 높이뛰기